# كونسيلر

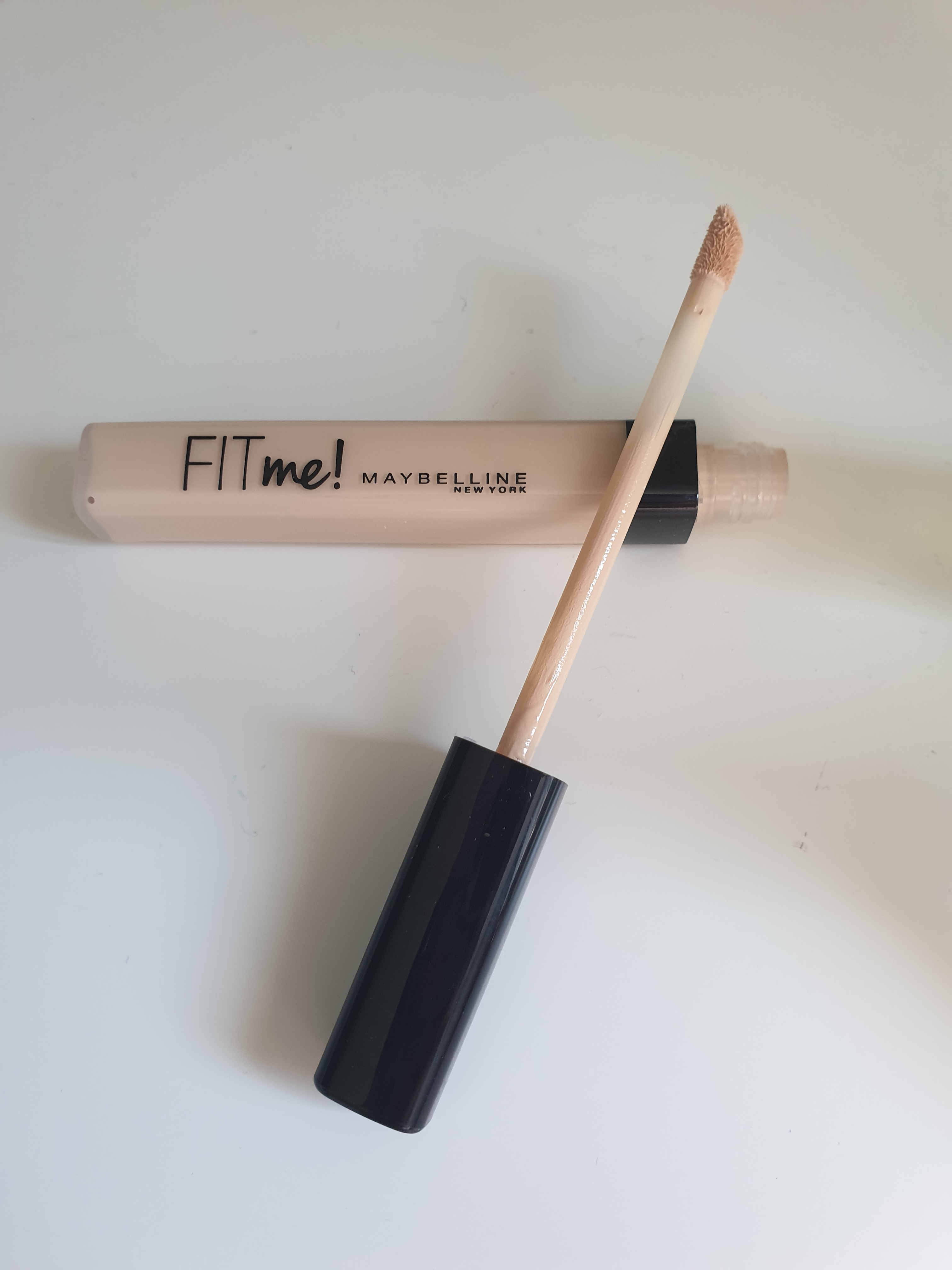
خافي العيوب السائل.

الكونسيلر أو خافي العيوب أو مصحح اللون هو نوع من مستحضرات التجميل التي تستخدم لإخفاء عيوب البشرة. يمكن أن تشمل هذه العيوب الهالات السوداء تحت العينين والشوائب وفرط التصبغ. الكونسيلر مشابه لكريم الأساس، ويمكن استخدامه مع كريم الأساس، وهو مستحضر تجميلي أفتح يستخدم لتوحيد لون البشرة. يستخدم كل من الكونسيلر وكريم الأساس عادةً لجعل البشرة تبدو أكثر تجانساً في اللون. ويختلف هذان النوعان من مستحضرات التجميل في أن خافي العيوب يميل إلى أن يكون أكثر تصبغاً رغم أن الكونسيلر وكريم الأساس متوفران في مجموعة واسعة من الألوان والعتامة.
ولاستخدام خافي العيوب، يضع الشخص عادةً كمية صغيرة من المنتج على المنطقة التي يريد تغطيتها من الجلد. ثم يتم مزج الكونسيلر على البشرة المحيطة بها باستخدام فرشاة أو إسفنجة أو بأطراف الأصابع للحصول على لمسة نهائية سلسة. يمكن وضع خافي العيوب قبل كريم الأساس أو بعده، حسب التأثير المطلوب. يمكن أن يساعد وضع الكونسيلر قبل وضع كريم الأساس في الحصول على تغطية متساوية لكريم الأساس، بينما يساعد وضع الكونسيلر بعد كريم الأساس في تحسين أي مناطق لا تزال تحتاج إلى تغطية.
يأتي خافي العيوب في أشكال مختلفة مثل السائل والكريم والقلم والبودرة. كان أول كونسيلر متاح تجاريًا هو كونسيلر ماكس فاكتور إراس الذي أطلق في عام 1954. أما المكياج التمويهي فهو شكل مصطبغ أثقل بكثير من الكونسيلر. ويستخدم لتغطية البقع الجلدية الخطيرة مثل الوحمات والندبات والبهاق.
يتوفر خافي العيوب في مجموعة متنوعة من الألوان. عند اختيار خافي العيوب، يميل الأشخاص إلى اختيار درجة أو درجتين أفتح من لون بشرتهم لإخفاء الشوائب والهالات السوداء تحت العين بشكل أفضل. تهدف بعض الألوان إلى أن تبدو مثل لون البشرة الطبيعي، بينما يهدف البعض الآخر إلى إلغاء لون نوع معين من الشوائب. تُستخدم مستحضرات إخفاء العيوب ذات اللون الأصفر لإخفاء الهالات السوداء. يمكن للأخضر والأزرق أن يقاوم البقع الحمراء على البشرة، مثل تلك الناتجة عن البثور أو الأوردة المكسورة أو العد الوردي. يمكن أن يجعل خافي العيوب ذو اللون الأرجواني البشرة الشاحبة تبدو أكثر إشراقًا.